# مصر في الألعاب البارالمبية الصيفية 2004
شاركت مصر في الألعاب البارالمبية الصيفية 2004 في أثينا، و قد شارك في المنافسة 46 رياضي مصري.

## مقالات ذات صلة
- مصر في الألعاب الأولمبية الصيفية 2004